# Елмвуд (Іллінойс)
Елмвуд (англ. Elmwood) — місто (англ. city) в США, в окрузі Піорія штату Іллінойс. Населення — 2058 осіб (2020).

## Географія
Елмвуд розташований за координатами 40°46′49″ пн. ш. 89°57′56″ зх. д. / 40.78028° пн. ш. 89.96556° зх. д. (40.780407, -89.965574).  За даними Бюро перепису населення США в 2010 році місто мало площу 3,69 км², уся площа — суходіл.

## Демографія
Згідно з переписом 2010 року, у місті мешкало 2097 осіб у 830 домогосподарствах у складі 570 родин. Густота населення становила 568 осіб/км².  Було 886 помешкань (240/км²).
Расовий склад населення:
| - 98,0 % — білих - 0,5 % — азіатів - 0,4 % — чорних або афроамериканців |

До двох чи більше рас належало 0,8 %. Частка іспаномовних становила 1,9 % від усіх жителів.
За віковим діапазоном населення розподілялося таким чином: 28,0 % — особи молодші 18 років, 56,5 % — особи у віці 18—64 років, 15,5 % — особи у віці 65 років та старші. Медіана віку мешканця становила 37,7 року. На 100 осіб жіночої статі у місті припадало 95,8 чоловіків;  на 100 жінок у віці від 18 років та старших — 92,0 чоловіків також старших 18 років.
Середній дохід на одне домашнє господарство  становив 69 974 долари США (медіана — 56 319), а середній дохід на одну сім'ю — 83 934 долари (медіана — 74 053). Медіана доходів становила 59 917 доларів для чоловіків та 34 623 долари для жінок. За межею бідності перебувало 3,6 % осіб, у тому числі 0,8 % дітей у віці до 18 років та 6,6 % осіб у віці 65 років та старших.
Цивільне працевлаштоване населення становило 1108 осіб. Основні галузі зайнятості: освіта, охорона здоров'я та соціальна допомога — 28,3 %, виробництво — 14,0 %, науковці, спеціалісти, менеджери — 11,6 %, мистецтво, розваги та відпочинок — 11,2 %.